# 茂田オフィス
有限会社茂田オフィス（しげたオフィス）は、かつて存在した日本の芸能プロダクションである。
1995年7月、代表の茂田遙子が長年マネージャーとして在籍していた事務所の組織変更で、名取裕子と阿部寛を擁して設立。2001年には新人開発・育成部門として「SHO」（エスエイチオー）が設立された。
2023年、茂田遙子の勇退により閉鎖されたことが同年11月上旬に阿部寛により公表された。

## 閉鎖時の所属タレント
- 阿部寛 - 事務所閉鎖に伴い、2023年11月1日付けでオフィスAへ移籍[3][4]、代表取締役を務める[4]。
- 筒井真理子

## 過去の所属タレント
- 名取裕子[5]
- 佐藤友美
- 飯作雄太郎

## 関連会社
- SHО